# Fritzerkogel
Der Fritzerkogel gehört mit seinen 2360 Metern zu den höheren Gipfeln im Tennengebirge in den nördlichen Kalkalpen. Auffällig ist er von Norden aus betrachtet als relativ allein stehender, breiter Klotz, der nach allen Seiten mit beachtlichen Felswänden und steilen Schrofenflanken abbricht. Besonders die 1.200 Meter hohen Südabbrüche sind beeindruckend und machen den Fritzerkogel zu einem markanten Zweitausender.

## Lage
Der Fritzerkogel steigt im östlichen Teil des Tennengebirges hoch über dem Tal der Lammer zwischen Abtenau und Annaberg-Lungötz auf. Somit präsentiert er sich direkt gegenüber von Gosaukamm, Bischofsmütze und Dachsteingebirge. Das eigentliche Karstplateau des Tennengebirges liegt weiter westlich erst hinter dem Bleikogel. Deshalb ist der Fritzerkogel auch ein so markanter Gipfel, der häufig bestiegen wird und natürlich eine ausgezeichnete Aussicht nach allen Seiten bietet. Stützpunkt für eine Besteigung ist die Laufener Hütte des Alpenvereins.
Westlich des Fritzerkogels liegt der Kleine Fritzerkogel (2287 m ü. A., 47° 31′ N, 13° 19′ O), weshalb der Fritzerkogel manchmal auch Großer Fritzerkogel genannt wird.

## Routen
Der Fritzerkogel zählt zu den stärker besuchten Bergen im Tennengebirge, ist jedoch nicht ganz unproblematisch zu ersteigen. Voraussetzung sind Trittsicherheit, Schwindelfreiheit, gute Kondition und alpine Erfahrung. Unerwartete Gefahren, etwa Verirren bei Nebel oder plötzliches Unwetter machen das Tennengebirge zu einem gefürchteten Gebiet unter Bergsteigern. Zur Laufener Hütte wird in der Regel von Abtenau aus aufgestiegen. Ab dort gibt es zwei Varianten:
- über die Ostseite, Wegstrecke: 2 Stunden, Höhenunterschied: 650 m.

Diese steile Route gilt als der Normalweg und führt von der Laufener Hütte zunächst südwärts über Gras- und Latschenhänge sowie mehrere Mulden auf eine Schulter. Dort nach rechts schwenkend und durch die sehr steile Ostflanke ziemlich ausgesetzt über Schrofengelände auf den Gipfel mit Kreuz. Durchgehend markiert, Schwierigkeit I nach UIAA.
- über die Westseite, Wegstrecke: 2,5 Stunden, Höhenunterschied: 650 m.

Etwas einfacher, aber auch etwas länger ist diese Route, welche von der Laufener Hütte zunächst westwärts in den Tennkessel führt und nach 15 Minuten links abbiegt (geradeaus zum Bleikogel). Ebenfalls ziemlich steil geht es durch ein Geröllkar und den sogenannten Eiskeller in eine Scharte westlich des Gipfels. Schließlich über Grashänge problemlos zum Gipfel mit Kreuz. Durchgehend markiert, unschwierig. Im Winter wird diese Route gerne als Skitour genutzt.